# Volcán Antofagasta
Antofagasta  es un volcán de unos 3.495 m s. n. m. de forma de cono de ceniza, se ubica a unos 8 km al sur de la localidad de Antofagasta de la Sierra, en la Provincia de Catamarca, Argentina. 
Es una chimenea a 3.495 m s. n. m. con depósitos de basalto negro. Está localizado al este del Salar de Antofalla y al oeste de la caldera del Volcán Galán. 
Su formación corresponde al Holoceno, la última y actual época geológica del período Cuaternario, por lo cual forma parte de las fumarolas más jóvenes de la región de la puna argentina.
En su base se encuentra el Pucará de la Alumbrera, antigua ciudadela incaica.

## Imágenes

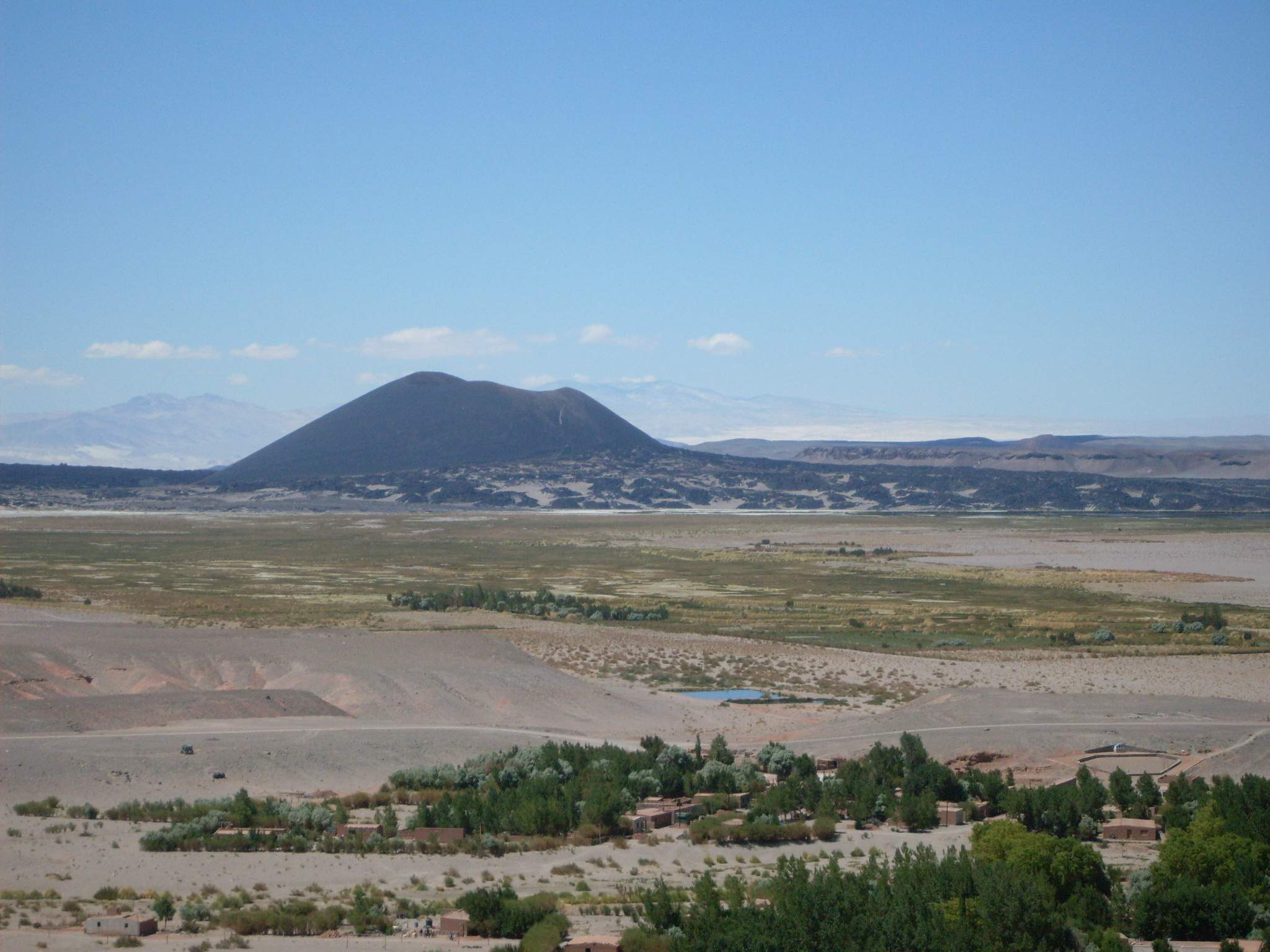
Volcán visto desde la villa de Antofagasta de la Sierra
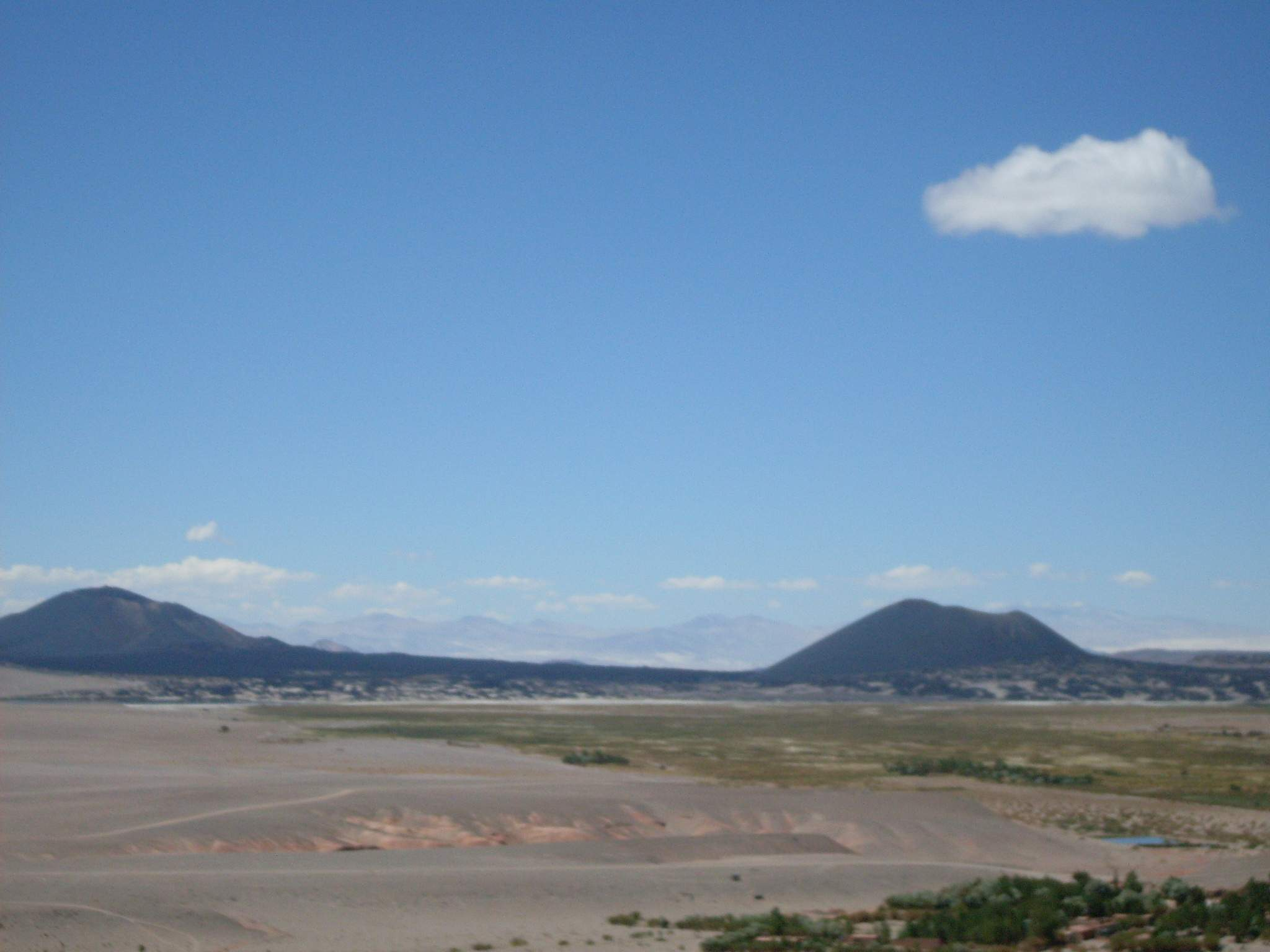
Volcán Antofagasta junto al Volcán Alumbrera (3.547m)